# Bureau d'Enquêtes et d'Analyses pour la Sécurité de l'Aviation Civile

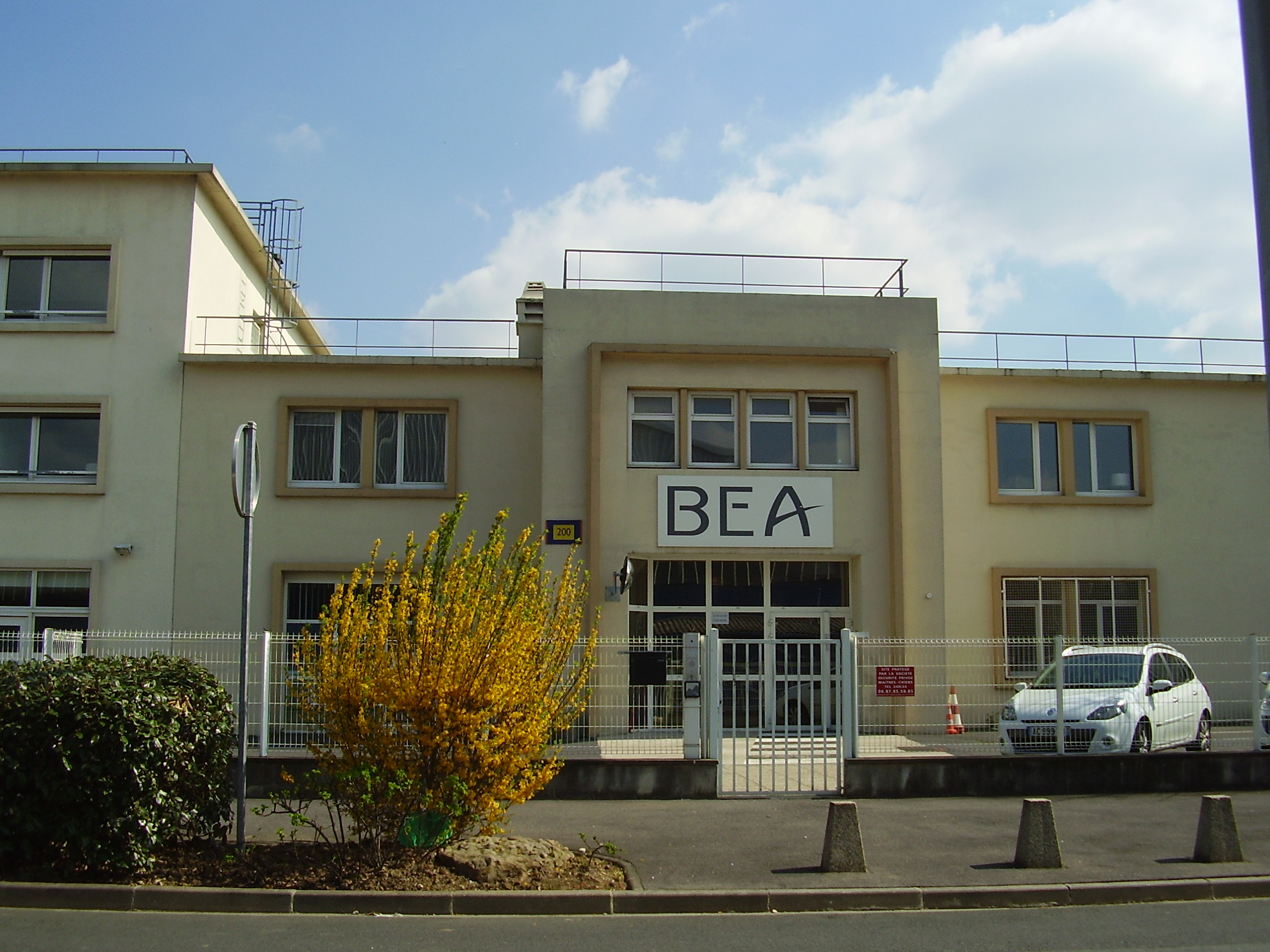
La seu del BEA

El Bureau d'Enquêtes et d'Analyses pour la Sécurité de l'Aviation Civile (BEA, Oficina de Recerca i Anàlisi per a la Seguretat de l'Aviació Civil en francès) és una agència de França que investiga acidentes aeris. Té la seu en Edifici 153 en l'Aeroport de París-Li Bourget, Li Bourget. Compta amb 110 empleats, entre ells 30 investigadors i 10 assistents dels investigadors. És una filial del Ministeri de l'Ecologia, del Desenvolupament Sostenible, dels Transports i de l'Habitatge.

## Facilitats
El BEA té la seu en Edifici 153 en l'Aeroport de París-Li Bourget, Le Bourget. La seu està situada davant del Museu de l'Aire i de l'Espai. Té oficines i laboratoris. Des de 2002, la seu del BEA té més de 5.000 metres quadrats d'espai. Abans de 1999, la seu va tenir 1.000 metres quadrats d'espai. Després de 1999 i abans de 2002, la seu va tenir més de 3.000 metres quadrats d'espai.
El BEA té instal·lacions en l'Aeròdrom de Melun. Les instal·lacions inclouen 6.000 metres quadrats d'hangars i àrees protegides. El BEA també té hangars i àrees protegides en Bonneuil-sud-Marne. El BEA té annexos en Ais de Provença, Bordeus, Rennes, i Tolosa de Llenguadoc.